# Succión de la capa límite

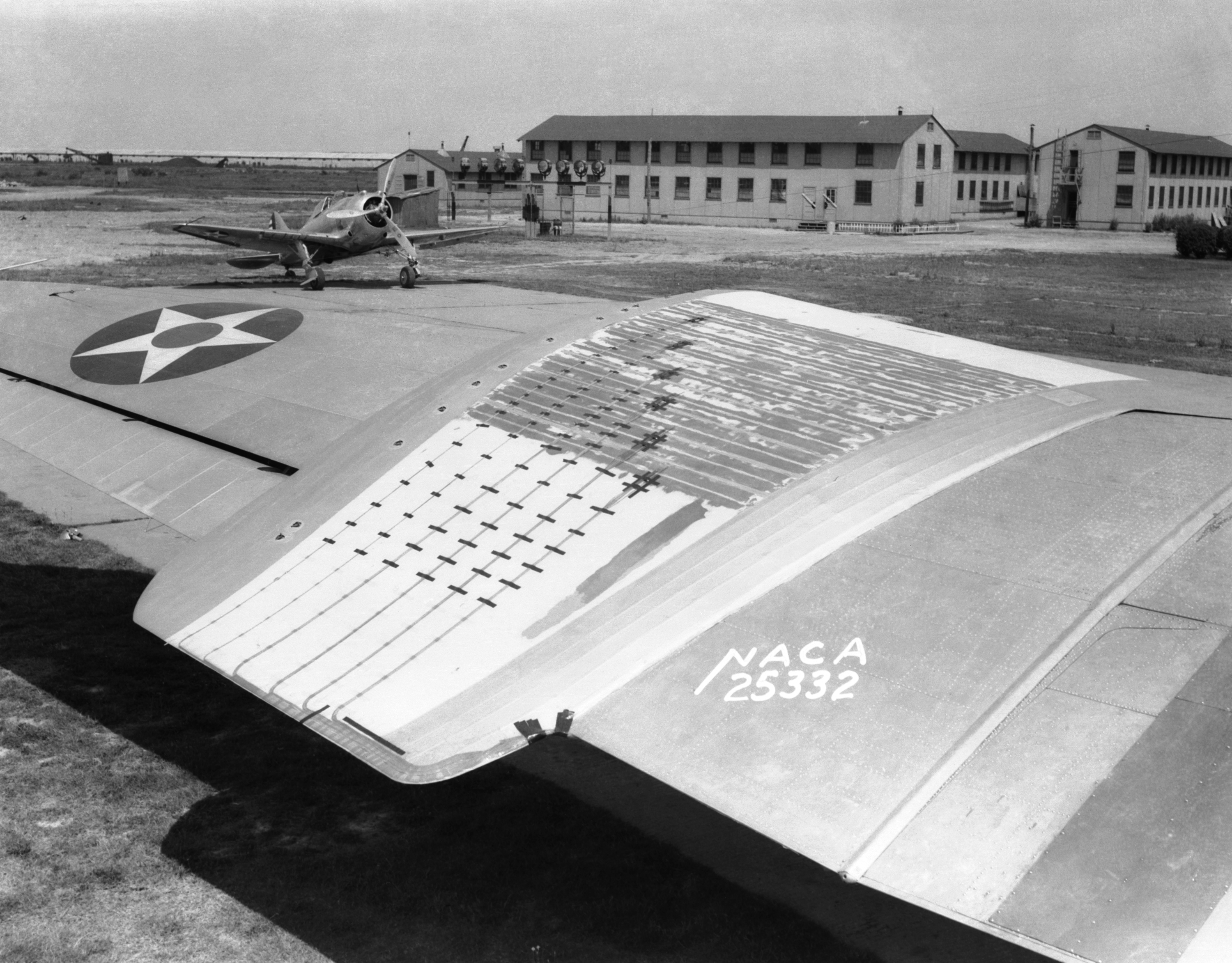
En la primavera de 1941, Langley instaló un panel de prueba experimental de baja resistencia en el ala de un avión Douglas B-18. El panel estaba equipado con ranuras de succión y tubos de presión para una investigación de vuelo libre de la transición de flujo laminar a turbulento en la capa límite. La presión en cada tubo se midió mediante manómetros de líquido instalados en el fuselaje.

La succión de la capa límite es una técnica de control de la capa límite en la que se utiliza una bomba de aire para extraer la capa límite en el ala o en la entrada de los conos de entrada de los motores, a veces llamados «conos de choque» o «cuerpos centrales de entrada» de la aeronave. Mejorar el flujo de aire puede reducir la resistencia aerodinámica. Las mejoras en la eficiencia del combustible se han estimado en un 30%.

## La capa límite
Las moléculas de aire en contacto con la superficie de un ala son efectivamente estacionarias,es decir, tienen velocidad nula (ver la condición de no deslizamiento). Si el flujo es  laminar, la velocidad del aire aumenta constantemente a medida que las mediciones se toman más lejos de la superficie. Sin embargo, el flujo laminar a menudo se ve perturbado porque por algún motivo la capa límite que se desprende de la superficie y crea una zona de baja presión inmediatamente detrás del perfil aerodinámico (véase separación de flujo). Esta zona de baja presión da como resultado una mayor resistencia de rozamiento. Se han hecho intentos a lo largo de los años para retrasar el inicio de esta separación de flujo mediante un diseño cuidadoso del perfil aerodinámico y una consecución de superficies lo más lisas posibles ya que la rugosidad es un elemento perturbador que también hace aumentar la resistencia aerodinámica.

## Uso de la succión
Como la separación de flujo resulta del déficit de velocidad que es característico de las capas límite, la succión intenta eliminar la capa límite de la superficie antes de que pueda separarse.  La tecnología fue desarrollada por primera vez por Werner Pfenninger en la Segunda Guerra Mundial y ha sido investigada casi continuamente desde entonces.  En los años 60, la NASA experimentó con este concepto con el Northrop X-21, un Douglas WB-66D. En la década de 1990, las pruebas Archivado el 6 de junio de 2023 en Wayback Machine. fueron realizadas por NASA con un F-16XL.
Loek Boermans está investigando la tecnología para su uso en  planeadores en Technical University of Delft.  Sin embargo, se necesitarían unos 500 vatios de potencia para accionar las bombas, lo que significaría cubrir el parapente con paneles solares y aumentaría enormemente el coste.  También existen problemas estructurales que hay que superar antes de que se pueda fabricar el parapente definitivo.